# جبل قريون

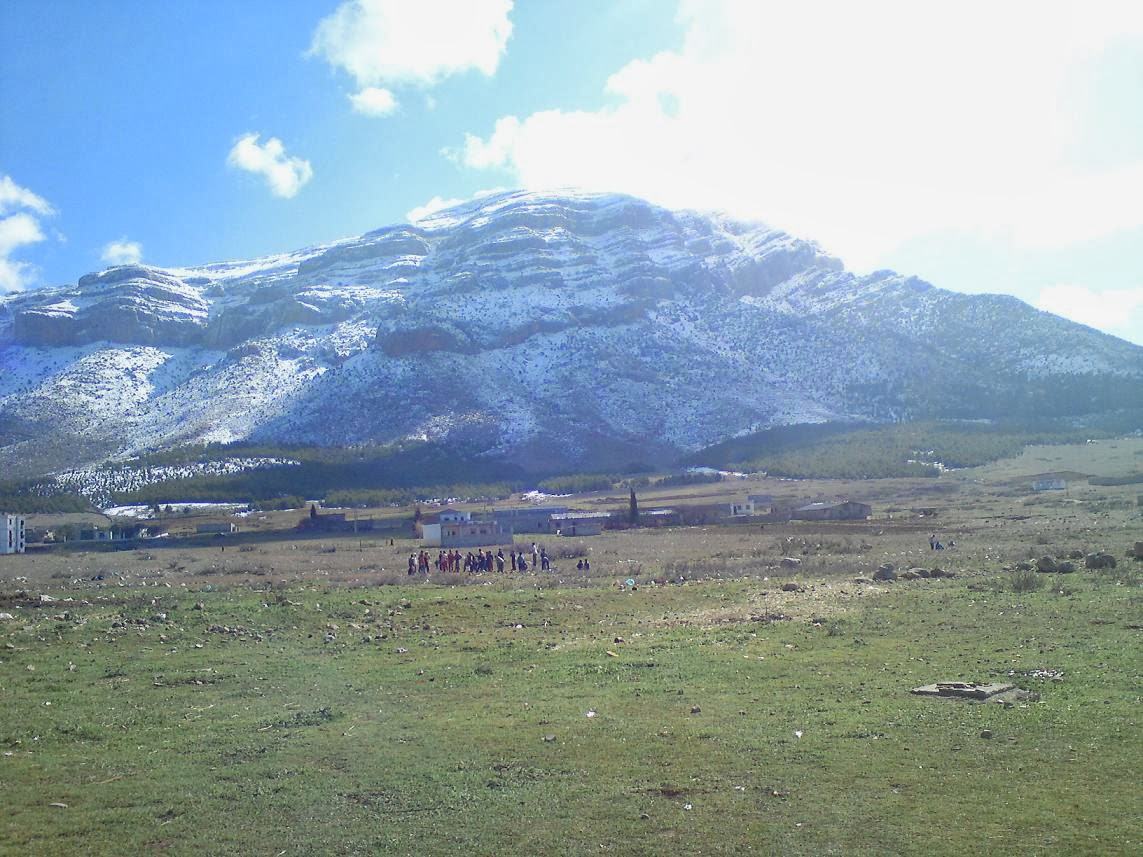
صورة ملتقطة لجبل قريون بحلة بيضاء - أولاد قاسم

جبل قريون (بالفرنسية: djebel guerioun ) هو أعلى قمة في ولاية أم البواقي و بالتحديد في بلدية أولاد قاسم - دائرة عين مليلة يبلغ ارتفاعه 1428 متر على مستوى سطح البحر.يقع قرب عين كرشة ام البواقي الجزائر استنادا إلى بيانات peakery أنها تحتل مرتبة أعلى جبل في 5 أم البواقي وأعلى جبل في الجزائر 686 أقرب القمم...
ارتفاع4683 قدم/ 1428 م
ارتفاع الرتبة 5 في أم البواقي
ارتفاع الرتبة 686 في الجزائر
الإحداثيات = 36.028347,6.69754 خرائط جوجل